# 马特劳塞莱
马特劳塞莱，是匈牙利诺格拉德州所辖的一个村。总面积16.97平方公里，总人口1051，人口密度61.9人/平方公里（2011年1月1日）。